# CD:UK
CD:UK (abréviation de Count Down:United Kingdom) était une émission télévisée britannique diffusée de 1998 à 2006 sur la chaîne ITV (aujourd'hui ITV1). L'émission avait à peu près le même concept que Top of the Pops et Live & Kicking, c'est-à-dire que des artistes venaient interpréter les singles les plus populaires du moment. Cette émission voulait être le principal concurrent de Top of the Pops.
Même si l'émission était tout public, des performances jugées choquantes ont été tout de même diffusées, comme la performance de Christina Aguilera sur sa chanson Dirrty en 2002 qui a créé la première controverse du programme. Même chose en 2004 pour Britney Spears sur sa performance de Breathe On Me.
Vers 2000, CD:UK a réussi à rivaliser avec son principal concurrent, Top of the Pops.
CD:UK prit fin le 1er avril 2006 après 8 ans de diffusion.